# Wróblew
Wróblew  (deutsch Wroblew, 1943–1945 Wehrburg) ist ein Dorf und Sitz der gleichnamigen Gemeinde im Powiat Sieradzki der Woiwodschaft Łódź, Polen.

## Gemeinde
Zur Landgemeinde Wróblew gehören 24 Ortsteile mit einem Schulzenamt:
| Bliźniew Charłupia Wielka Dąbrówka Drzązna Dziebędów Gęsówka Inczew Józefów | Kobierzycko Kościerzyn Ocin Oraczew Wielki Próchna Rakowice Rowy Sadokrzyce | Sędzice Słomków Mokry Słomków Suchy (1943–1945 Schlonkau) Smardzew Tubądzin Tworkowizna Rowska Wągłczew Wróblew |

Eine weitere Ortschaft der Gemeinde ist Oraczew Mały.